# Carlos Aguilera Marín
Juan Carlos Aguilera Martín (Madrid, 1969. május 22. –) spanyol válogatott labdarúgó.

## Pályafutása
A szülővárosának a másodszámú klubjának az Atlético Madrid akadémiáján nevelkedett. Előbb a B csapatban mutatkozott be, majd a felnőttek között is. 1988. március 26-án a Sporting de Gijón ellen debütált az Atlético Madrid B csapatában. Szeptember 18-án a felnőttek közt is bemutatkozott a Sevilla ellen. 1993-ig volt a klub játékosa, de ez idő alatt két kupát nyertek. Távozását követően aláírt a CD Tenerife csapatához, amely szintén az élvonalban szerepelt. 20 tétmérkőzésen 2 gólt szerzett három év alatt. 1996-ban visszatért az Atlético Madrid csapatához. Az 1999-2000-es szezon végén kiestek az élvonalból, de a következő évben megnyerték a másodosztályt, ez a szezon volt a legsikeresebb miután 4 bajnoki gólt is szerzett. A 2004-2005-ös szezon volt az utolsó aktív szezonja, a matracosok egyik legmeghatározóbb labdarúgója lett pályafutása során.

## Válogatott
1989 és 1990 között a spanyol U21-es labdarúgó-válogatott tagjaként 5 mérkőzésen lépett pályára. 1997. szeptember 14-én a szlovák labdarúgó-válogatott ellen debütált a felnőttek között. A mérkőzés 62. percében váltotta Albert Ferrert. Az 1998-as labdarúgó-világbajnokságon tagja volt a nemzeti csapatnak. A tornán a csoportkörben a paraguayi labdarúgó-válogatott ellen és a bolgárok ellen lépett pályára.

## Sikerei, díjai
- Atlético Madrid
  - Spanyol kupa: 1990–91, 1991–92
  - Spanyol másodosztály: 2001–02